# Spalding (Lincolnshire)
Spalding er en købstad der ligger ved floden Welland i South Holland-distriktet i Lincolnshire, England. Hovedbyen havde et indbyggertal på 30.556 i 2021. Byen er administrationcentrum for South Holland District. Den ligger mellem byerne Peterborough og Lincoln.
Arkæologike fund viser, at der har været bosættelse i Spalding i hvert fald tilbage til romerne var i landet.
Byen nævnes i Domesday Book.
Byen er kendt for sin årlige Spalding Flower Parade, der blev afholdt fra 1959 til 2013. Paraden fejrede regions store tulipanproduktion og kulturelle forbindelse til The Fens, landskabet og indbyggerne i South Holland. Festivalen tiltrak over 100.000 kr. Siden 2002 har byen afholdt en årlig græskarfestival i oktober.
I 2023 blev der annonceret en ny blomsterparade af Steve Timewell. Derudover afholdes Flower Parade Spalding Round Table og Spalding Festival.